# دربي (سباق خيل)

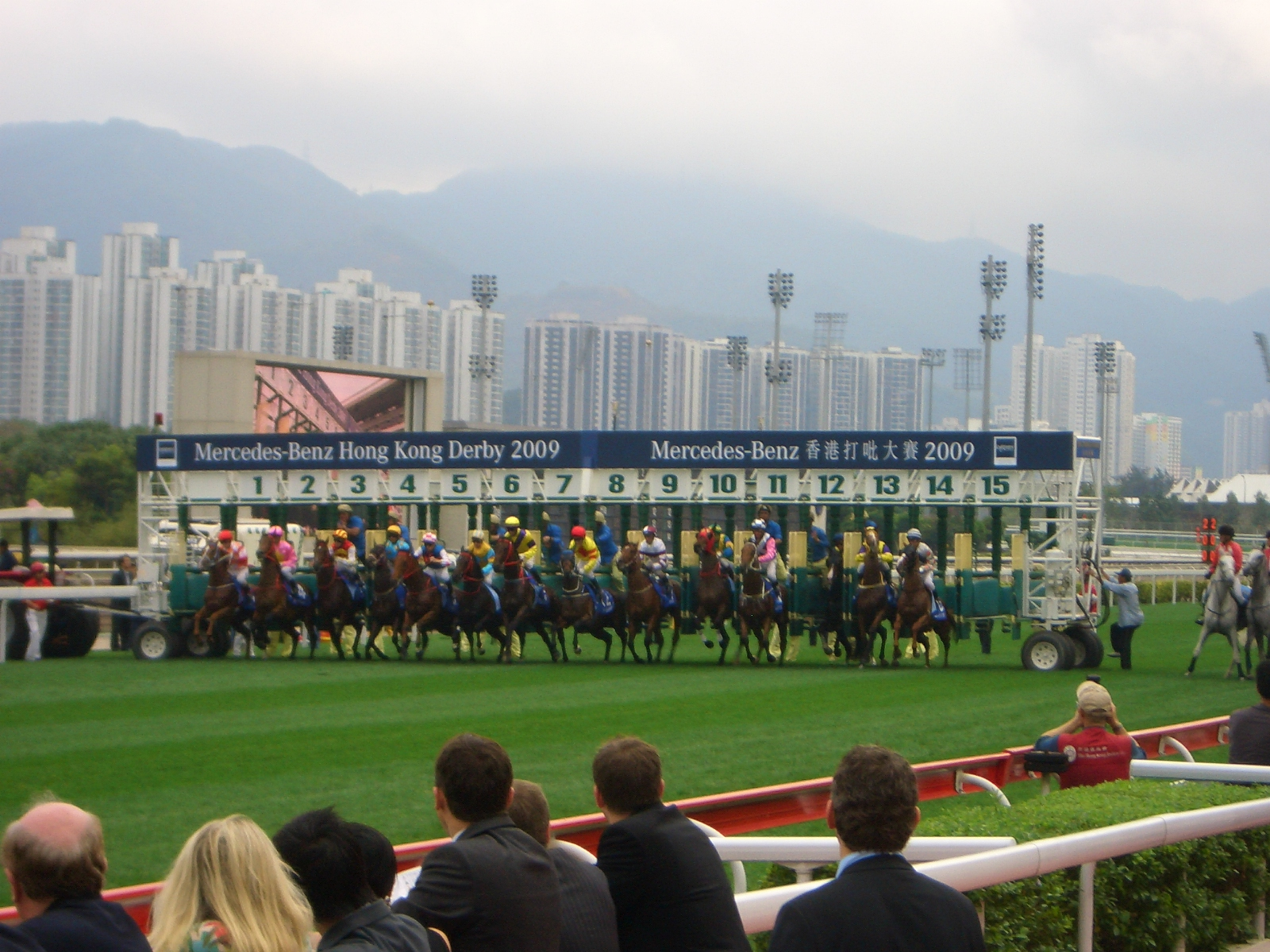
بداية دربي هونج كونج 2009

الدَّرْبِي هو نوع سباق الخيل ولعل المثال الأكثر شهرة بعد النسخة الأصيلة هو دربي كنتاكي في الولايات المتحدة.